# Bahariya
Bahariya (Arabisch: الواحات البحرية al-Wāḥāt al-Baḥrīya, "de noordelijke Oases") is een oase in de Westelijke Woestijn van Egypte. Het ligt op ongeveer 370 km afstand van Caïro. De ovale vallei heeft een lengte van 94 km, een maximale breedte van 42 km en een oppervlakte van ongeveer 2000 km². De vallei is omgeven door bergen en heeft vele bronnen. De belangrijkste economische sectoren zijn landbouw, ijzerertswinning en toerisme. Het is bekend van de archeologische plek Vallei van de Gouden Mummies.

## Dorpen

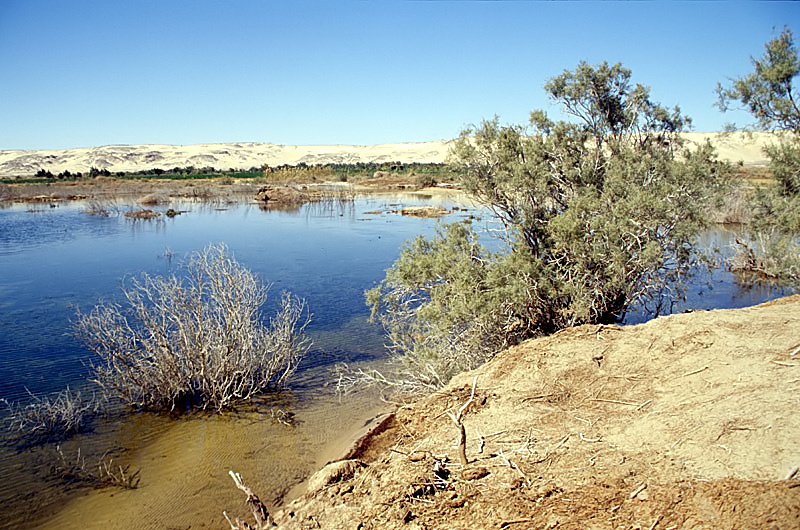
Zoutwatermeer bij de oase

In de Bahariya oase bevinden zich meerdere dorpen, waarvan Al-Bawiti het grootste en het administratieve centrum is. Qasr is het naburige tweelingdorp van el-Bawiti. In het oosten, op ongeveer tien kilometer afstand, liggen de dorpen Mandishah en Al-Zabu. Een kleiner dorp genaamd Al-Aguz ligt tussen El Bawiti en Mandishah. Harrah, het meest oostelijke dorp, ligt een paar kilometer ten oosten van Mandishah en el-Zabu.

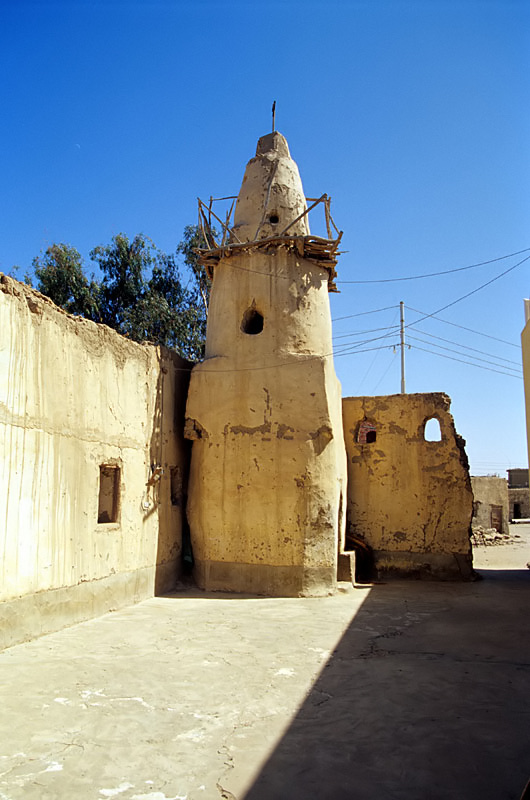
Al-Bawiti

El Hayz, ook wel El-Hayez genoemd, is het meest zuidelijke dorp, ongeveer vijftig kilometer ten zuiden van Al-Bawiti. Bij El-Hayez zijn mummies zijn gevonden waarop genetische studies zijn uitgevoerd.

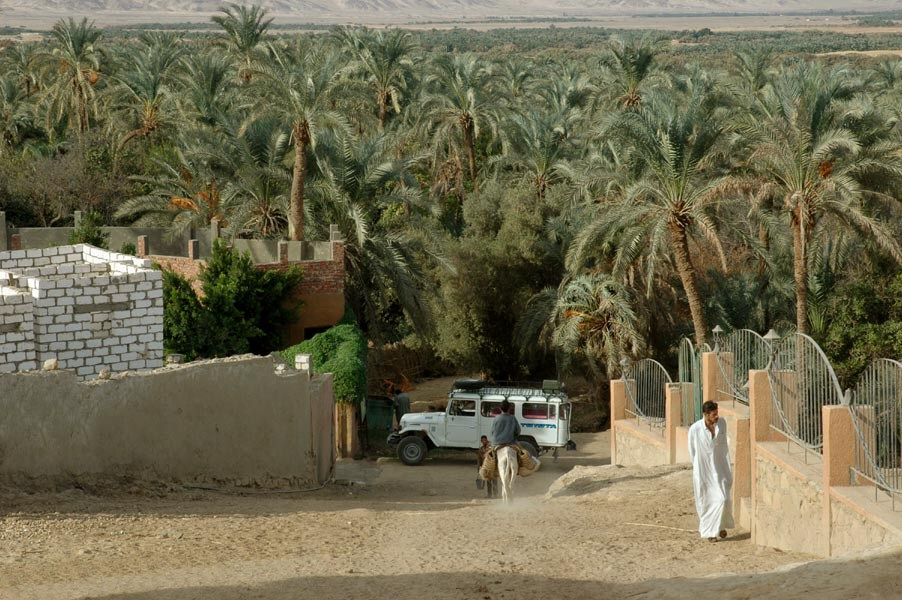
De oase

## Cultuur
De bevolking van de Bahariya-oase, of de Waḥātī-bevolking (wat betekent "van de oase" in het Arabisch), is een mix afstammelingen van de oorspronkelijke inwoners van de oase (bedoeïenenstammen uit Libië en de noordkust) en mensen uit de Nijlvallei die zich vestigden in de oase. De meerderheid is moslim. Er zijn enkele moskeeën in Bahariya. Traditionele muziek is erg belangrijk voor de Waḥātī-bevolking. Fluiten, drums en de simsimeyya (een harpachtig instrument) worden gespeeld tijdens sociale bijeenkomsten, met name op bruiloften. Traditionele liederen worden doorgegeven van generatie op generatie.

## Economie
Landbouw is voor Bahariya van oudsher een belangrijke bron van inkomsten. Belangrijkste landbouwproducten zijn guaves, mango's, dadels en olijven. Tegenwoordig biedt ook de ijzerertsindustrie in de buurt banen voor veel Wahati-mensen. Toerisme is een relatief nieuwe bron van inkomsten voor de lokale bevolking, en heeft internationale aanwezigheid in de oase gebracht. Toeristen en andere buitenlandse bezoekers als archeologen en onderzoekers worden naar het gebied getrokken door de antiquiteiten (graven, mummies en andere artefacten zijn daar ontdekt) en vanwege de prachtige omliggende woestijnen. Wahati en buitenlandse gidsen leiden avontuurlijke toertochten naar o.a. de omliggende witte woestijn en soms naar Siwa of de andere Westelijke Oases.

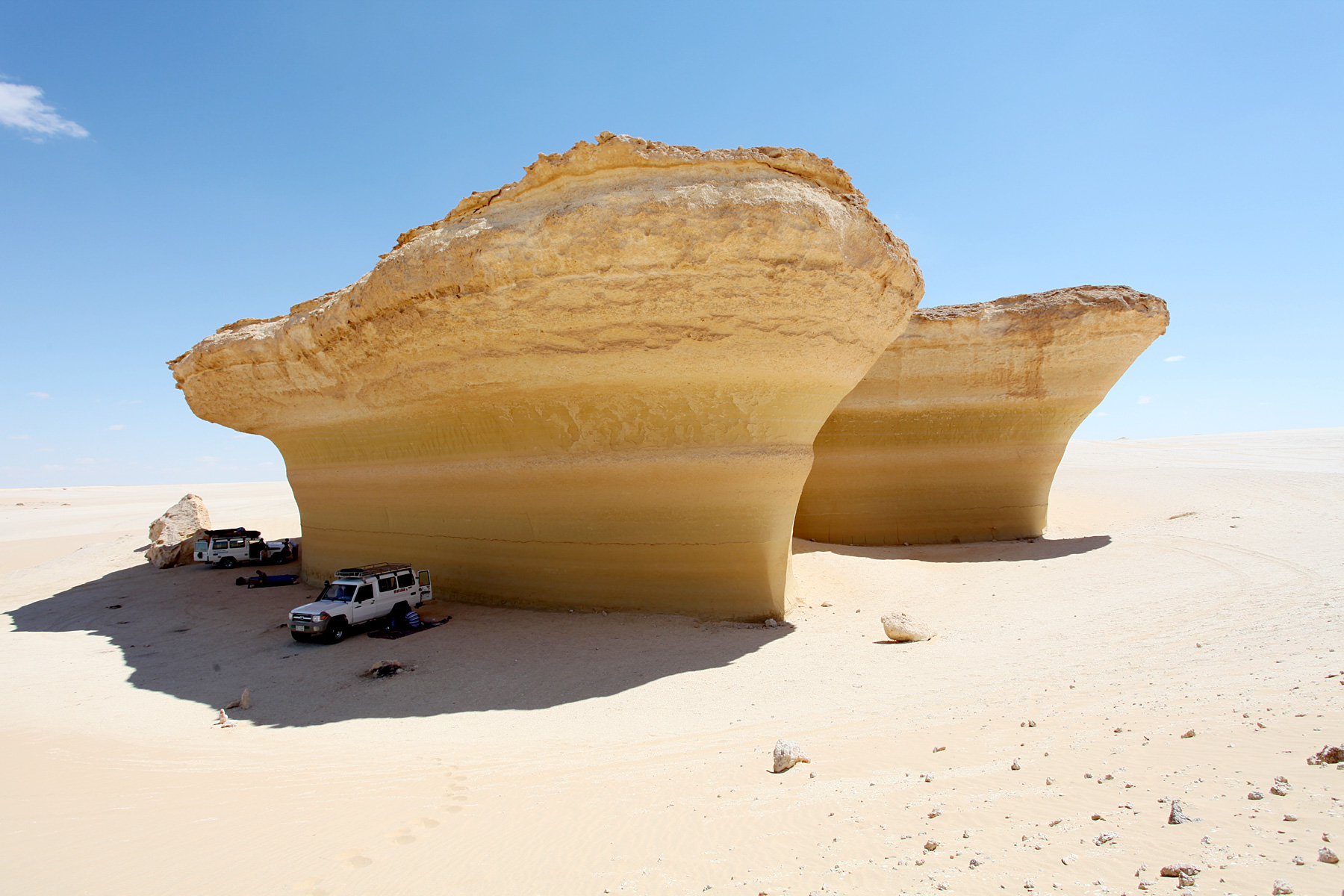
Woestijn tussen Siwa en Bahariya

## Geschiedenis
De oudste vondsten die gedaan zijn in de Bahariya-oase zijn resten van dinosaurussen (Carcharodontosaurus en Bahariasaurus) die ongeveer 95 miljoen jaar oud zijn.
De oase was bevolkt sinds het paleolithicum. Op verschillende plaatsen in de oase zijn archeologische vondsten gedaan uit verschillende perioden. In el-Haiz werd een prehistorische nederzetting gevonden van jagers-verzamelaars met resten van slijpstenen, pijlpunten, schrabbers, stekers en struisvogeleieren. In Qārat el-Abyaḍ ontdekte een Tsjechisch team onder leiding van Miroslav Bárta een nederzetting van het oude koninkrijk. Rotsinscripties in El-Harrah dateren uit het Middenrijk en verder.
In de 26e dynastie was de oase cultureel en economisch florerend. Dit kan worden afgeleid uit diverse tempels, graven en andere opgravingen en vondsten. Ook de Griekse en Romeinse perioden uit de Egyptische geschiedenis waren een bloeiende tijd voor Bahariya. Er is de ruïne van een tempel voor Alexander de Grote gevonden. Sommige egyptologen geloven dat de Griekse veroveraar Bahariya passeerde tijdens zijn terugkeer van het orakel van Ammon in de Siwa-oase. In de Romeinse tijd werd een groot militair fort gebouwd in Qarat el-Toub.
Er worden nog altijd nieuwe ontdekkingen gedaan, zoals in het voorjaar van 2010. Toen werd een mummie uit het Romeinse tijdperk opgegraven op een begraafplaats in El-Harrah. Deze vondst werd gedaan bij graafwerkzaamheden voor de bouw van een jeugdcentrum. De slechts een meter hoge vrouwelijke mummie werd gevonden bedekt met pleisterwerk dat gedecoreerd was om op Romeinse kleding en sieraden te lijken. Naast de vrouwelijke mummie vonden archeologen aardewerken en glazen vaten, munten, anthropoide maskers en 14 andere Grieks-Romeinse graven. De archeoloog die de opgraving leidde, zei dat het graf een uniek ontwerp heeft met trappen en gangen, en dateert uit 300 voor Christus.
De oase is drastisch veranderd in de afgelopen 30 jaar, nadat een asfaltweg tussen Bahariya en Cairo in de vroege jaren 70 was voltooid. Met de nieuwe weg kwamen elektriciteit, auto's, televisie, telefoonlijnen, een meer toegankelijke route naar Cairo en internet naar de oase.

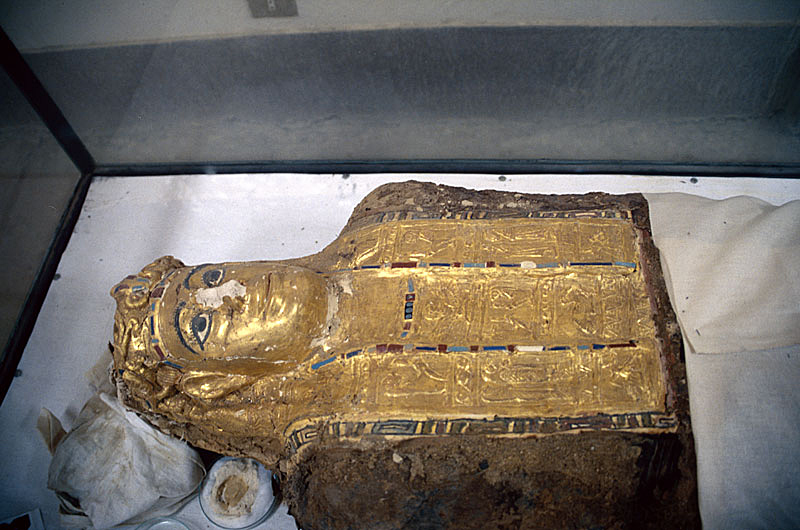
Gouden masker van een mummie uit de Vallei van de Gouden Mummies

### Vallei van de Gouden Mummies
Sinds 1999 zijn er erg veel mummies ontdekt in graven die behoren tot een enorme Grieks-Romeinse necropolis bij Al-Bawiti. Vanwege de gouden maskers die 60 van deze mummies droegen, heeft deze archeologische plek de naam "Vallei van de Gouden Mummies" gekregen. Nog niet alle graven zijn volledig ontdekt, en er zijn schattingen die zeggen dat er tot 10.000 mummies op deze begraafplaats kunnen liggen.
Bahariya (met de Vallei van de Gouden Mummies)  ·  Dakhla  ·  Farafra  ·  El-Fajoem  ·  Kharga  ·  Siwa